# Дель Монте, Мария
Мария Дель Монте (итал. Maria Del Monte, 24 октября 1945, Неаполь — 23 декабря 2022, Неаполь) — итальянская театральная и кино-актриса и певица. Известна своим участием в фильмах вместе с Алессандро Сиани, Маурицио Касагранде и Винченцо Салемме.

## Биография
Родившись в Неаполе 24 октября 1945 года, она начала сниматься в очень юном возрасте, играла характерные роли.
В 1964 году она записала с участием Бениамино Маджо, Троттолино, Пьетро Де Вико и Лино Криспо комические сценки (на грампластинки 45 об/мин). В 1976 году она участвовала в записи альбома Марио Треви. Играла роли его пьесах (в то время она была в Театральной труппе Треви). С самим Треви она играла в театральной сцене в драмах «О мариуоло» (1975), «Astrignete a mme» (1980), «Папа» (1980) и на телевидении в программе Stasera Napoli … (1981) на Неаполитанском канале. В 1979 году она дебютировала в кино в фильме Марио Бьянки «Неаполитанская история любви и мести» с Марио да Винчи, Салом да Винчи и Нунцио Галло.
Мария сопровождала Марио Меролу в турне по США и Канаде. В то же время она участвовала в театральном шоу «Сан-Ремо вчера, сегодня и завтра» с Ниллой Пицци, Альбано, Роминой и Джорджио Консолини. В 1988 году для Phonotype она записала женскую композицию Macchiette с комическими отрывками Джиджи Пизано и Джузеппе Чоффи, а также композицию Alonzo Альберто Шотти и Тони Иглио, которая не была выпущена в эфир. В 2001 году она снялась в фильме «Айтаник», получившем номинацию на премию Давида ди Донателло.
Среди других фильмов, в которых она снялась, Imbrolio nel lezuolo, Scintille d’amore и Reality. В театре она играла в «Наполетани» на Бродвее с Карло Буччироссо, в «Жизнь прекрасна» снова с Буччироссо, в «Мандраголе» Никколо Макиавелли, вместе с Пеппе Барра в постановке Франко Кутоло (и получила положительные отзывы) и в «Ла Гатта Золушка» Роберто Де Симоне.
В 2008 году она была занята в драме «Сердце на сцене» Антонио Оттайано, также выступала в Театре Бранкаччо в Риме.
С 14 мая по 18 июня 2014 года она снялась в сериале Furore, транслируемом Canale 5, сыграв роль Филомены Фиоре. В том же году она снялась в фильме «Чудеса принимаются» режиссёра Алессандро Сиани.
Мария дель Монте была участницей испанской версии шоу «Так и что» (Tu cara me suena) в выпуске 2012/2013, заняв четвёртое место.
В 2005 году Мария участвовала в первом выпуске испанской версии «Танцев со звездами» (Mira quién baila) и заняла второе место.
В 2011 году, выпустив альбом «Cómo te echo de menos», Мария заявила, что до этого она не могла записывать новые альбомы из-за смерти её отца Антонио в 2005 году, которая так глубоко повлияла на неё, что прошло 6 лет, прежде чем она вернулась к пению.
Мария Дель Монте умерла 23 декабря 2022 года в возрасте 77 лет.

## Фильмография
- Napoli storia d’amore e di vendetta, regia di Mario Bianchi (1979)
- Non lo sappiamo ancora, regia di Stefano Bambini, Alan De Luca e Lino D'Angiò (1998)
- L’amico del cuore, regia di Vincenzo Salemme (1998)
- Amore a prima vista, regia di Vincenzo Salemme (1999)
- Il grande botto, regia di Leone Pompucci (2000)
- Aitanic, regia di Nino D'Angelo (2001)
- Scintille d’amore, regia di George Zaloom (2001)
- Certi bambini, regia di Andrea Frazzi e Antonio Frazzi (2004)
- Fuoco su di me, regia di Lamberto Lambertini (2006)
- L’imbroglio nel lenzuolo, regia di Alfonso Arau (2009)
- Reality, regia di Matteo Garrone (2012)
- One Chance, regia di David Frankel (2013)
- Si accettano miracoli, regia di Alessandro Siani (2014)
- Furore — serie TV, regia di Alessio Inturri (2014-in corso)
- Matrimonio al Sud, regia di Paolo Costella (2015)
- Babbo Natale non viene da Nord, regia di Maurizio Casagrande (2015)
- Troppo napoletano, regia di Gianluca Ansanelli (2016)
- Fausto & Furio, regia di Lucio Gaudino (2017)
- Il mio uomo perfetto, regia di Nilo Sciarrone (2018)
- Din Don — Una parrocchia in due, regia di Claudio Norza — film TV (2019)